# Club Atlético Zacatepec
El Club Atlético Zacatepec és un club de futbol mexicà de la ciutat de Zacatepec, estat de Morelos.

## Història
El club va ser fundat el 1948 com a Club Social y Deportivo Zacatepec. L'any 1955 guanyà el seu primer títol de lliga.
El club ha patit diverses desaparicions i canvis de seu adoptant els noms CD Zacatepec, Zacatepec FC, Promotora Deportiva Zacatepec SC, Zacatepec 1948 (2012) o Club Atlético Zacatepec (2017).

## Evolució de l'uniforme
| 1948 | 1955 | 1965 | 1970 | 1997 |  |

| 1980 | 2002 | 2003 | 2010 |  |

## Palmarès
- Liga MX: 
  - 1954-55, 1957-58

- Segunda División de México: 
  - 1950-51, 1962-63, 1969-70, 1977-78, 1983-84

- Copa MX: 
  - 1956-57, 1958-59

- Campeón de Campeones: 
  - 1958